# Ponte di Sebenico
Il ponte di Sebenico (in croato Šibenski most) è un viadotto stradale croato, sito lungo la statale D8 poco a nord della città di Sebenico.
Esso valica a grande altezza l'estuario del fiume Cherca.